# Kostel svaté Markéty Antiochijské (Podlažice)
Kostel svaté Markéty Antiochijské v Podlažicích je římskokatolický barokní kostel v Podlažicích, části obce Chrast, v chrudimském okrese Pardubického kraje.

## Dějiny kostela
Současný chrám svaté Markéty Antiochijské byl vystaven na místě bývalého benediktinského kláštera Podlažice založeného ve 12. století šlechticem Vrbatou. Původní klášter sloužil až do svého zničení během husitského tažení do východních Čech v roce 1421. Opravy se nedočkal a v roce 1696 se z iniciativy královéhradeckého biskupa Jana Františka z Talmberka začalo s budováním nového kostela v barokním slohu, který je dodnes dominantou krajiny. Biskup zde byl podle svého přání po smrti v roce 1698 pochován.

### Podlažický klášter
Klášter byl jedním z nejchudších v Čechách. Do širšího povědomí se však dostal díky dochované knize Codex gigas (tzv. Ďáblova bible). Jedná se o největší rukopisnou knihu světa s vyobrazením téměř půlmetrového ďábla. Je to nejenom přepis celé bible, ale obsahuje i Kosmovu Kroniku českou, řadu různých traktátů a menších spisů, kalendář s nekrology, zaklínadla a všelijaké dobové záznamy.
S historií podlažického kláštera včetně kostela svaté Markéty je možno se seznámit v Městském muzeu v Chrasti, kde je vystavena také replika Ďáblovy bible.

## Galerie

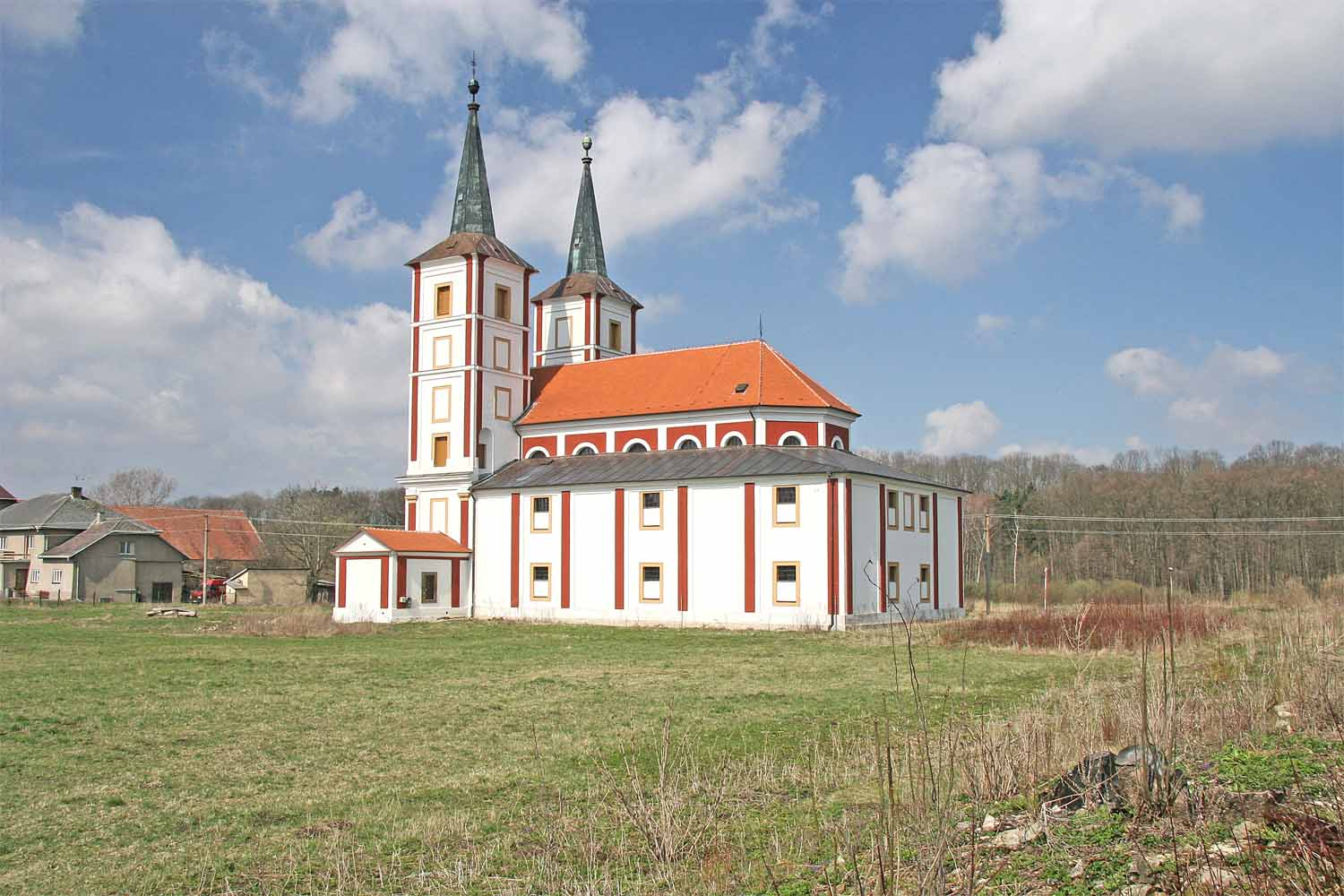
Kostel svaté Markéty Antiochijské v Podlažicích